# 圣卢西亚-杜帕鲁阿
圣卢西亚-杜帕鲁阿是巴西马拉尼昂州的一个市镇。总面积904.946平方公里，总人口19699人，人口密度21.8人/平方公里。